# Roskilde Sudbury Skole
Roskilde Sudbury Skole (indtil 2015 kendt som Den Demokratiske Skole) var en Sudbury-skole, der lå i Roskilde. Skolen blev drevet efter samme principper som Sudbury Valley School i USA. 

## Historie
Skolen blev grundlagt i 2009 af Rikke Knudsen, Stefan Sverud, Christina Ploug-Thomsen og Niels Lawaetz. Den Demokratiske Skole var i 2010 og 2011 igennem en tilsynssag. Gennem godt et år førte Kvalitets- og Tilsynsstyrelsen under Undervisningsministeriet tilsyn med skolen. Efter tilsynssagen blev skolen drevet under kapitel 7 i friskoleloven om skoler, der ikke modtager statstilskud og kapitel 8 om hjemmeundervisning i friskoleloven.[kilde mangler]
Skolen hed indtil 19. januar 2015 Den Demokratiske Skole, men skiftede da navn til Roskilde Sudbury Skole.
Skolen lukkede ved udgangen af skoleåret 2016 på grund af for få studerende.

## Skolens identitet
De studerendes personlige frihed er noget af det vigtigste på en Sudbury-skole. Sudbury-skoler drives med et direkte demokrati. Alle på skolen har en stemme på ugentlige skolemøder, hvor alt omkring skolens drift, regler og orden besluttes. Roskilde Sudbury Skole var del af et internationalt netværk af Sudbury-skoler og især aktiv på europæisk plan.